# Ausländerkinder-Pflegestätte (Gantenwald)

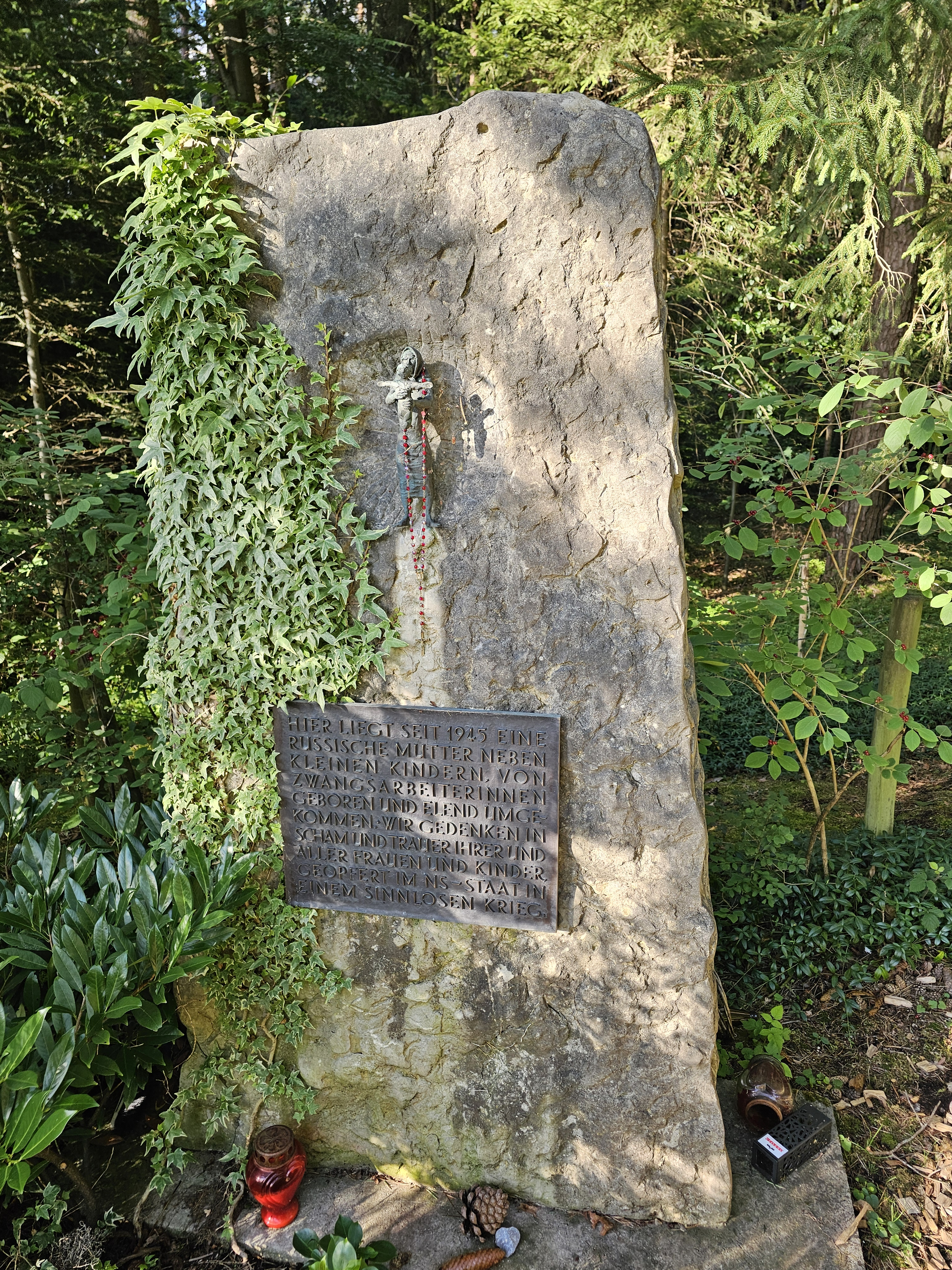
Gedenkstein Gantenwald

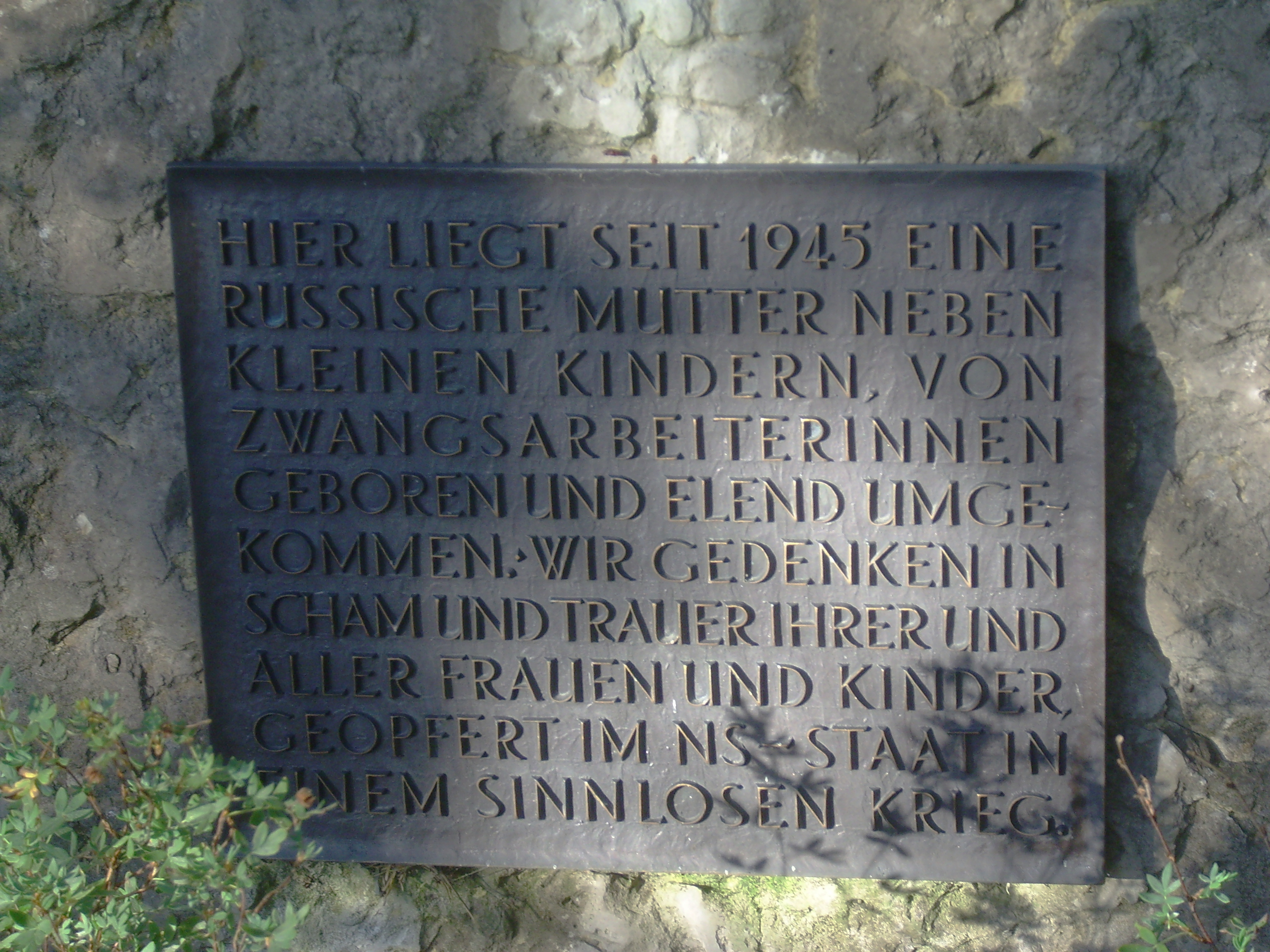
Bronzeplatte am Mahnmal auf dem Kinderfriedhof mit einem Text von Luise Rinser

Die Ausländerkinder-Pflegestätte Gantenwald befand sich gegen Ende des Dritten Reichs auf einem Bauernhof im Ortsteil Gantenwald der Gemeinde Bühlerzell im Landkreis Schwäbisch Hall in Baden-Württemberg.

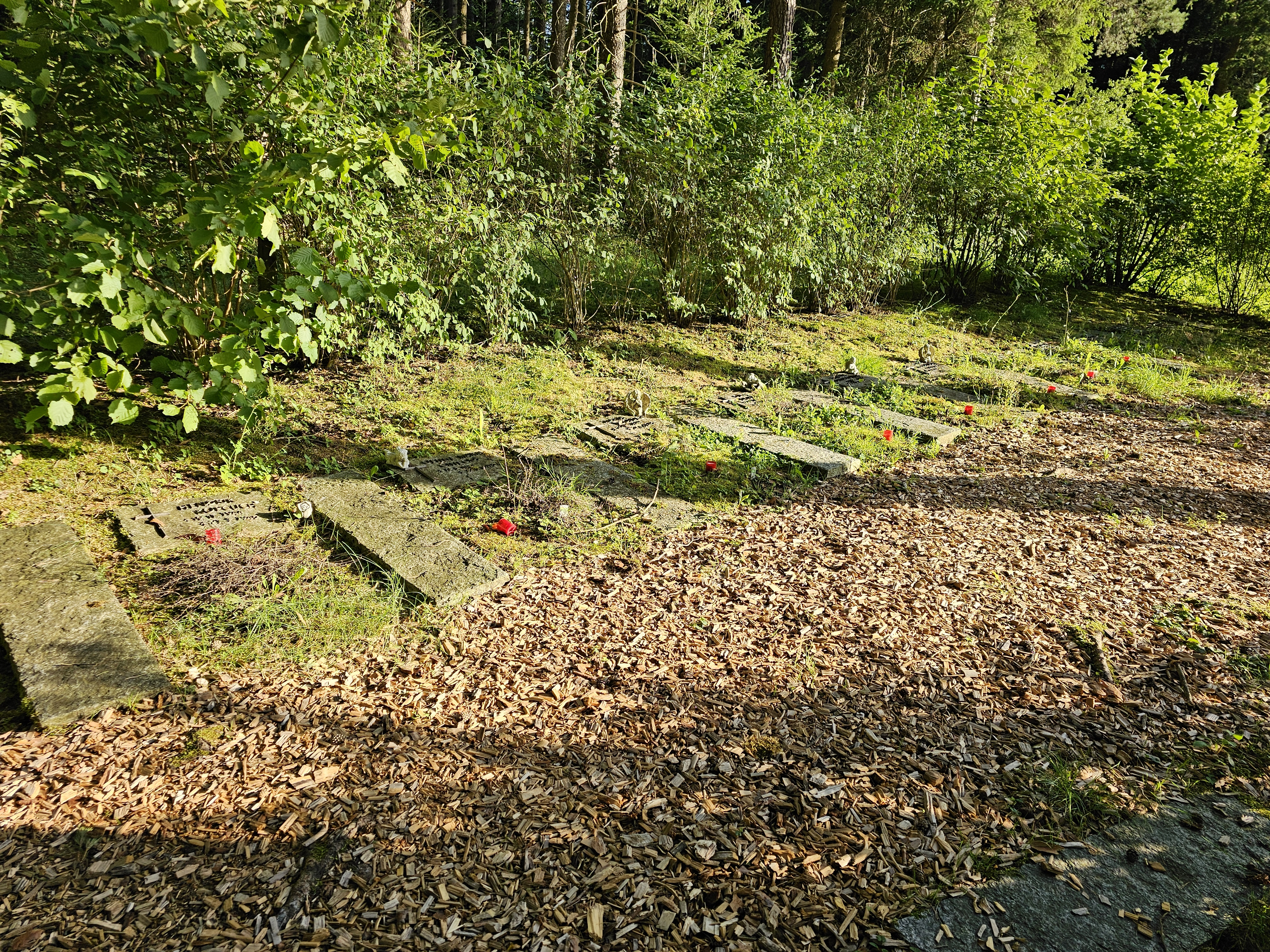
Kindergräber in Gantenwald

In der Zeit von Juni 1944 bis April 1945 wurden dort 79 Kinder von ausländischen Zwangsarbeiterinnen geboren. Davon starben mindestens 24 Säuglinge in den ersten drei Monaten nach ihrer Geburt wegen unzureichender Hygiene, mangelnder Pflege, unzureichender medizinischer Vorsorge und Bekleidung.

## Zeit von 1943 bis 1945
Die Einrichtung von Ausländerkinder-Pflegestätten geht auf einen Erlass von Reichsführer SS Heinrich Himmler aus dem Jahr 1943 zurück. Die Kinder von Zwangsarbeiterinnen sollten keinesfalls in einem Krankenhaus geboren werden, sondern in den sog. Ausländerkinder-Pflegeheimen. Es sollte nicht bekannt werden, wie mit Menschen umgegangen wird. In den sog. Pflegestätten sollten die Neugeborenen möglichst wenige Tage nach der Geburt von deren Müttern getrennt und in Einrichtungen einfachster Art untergebracht werden. Dies kam einer Mordempfehlung gleich.

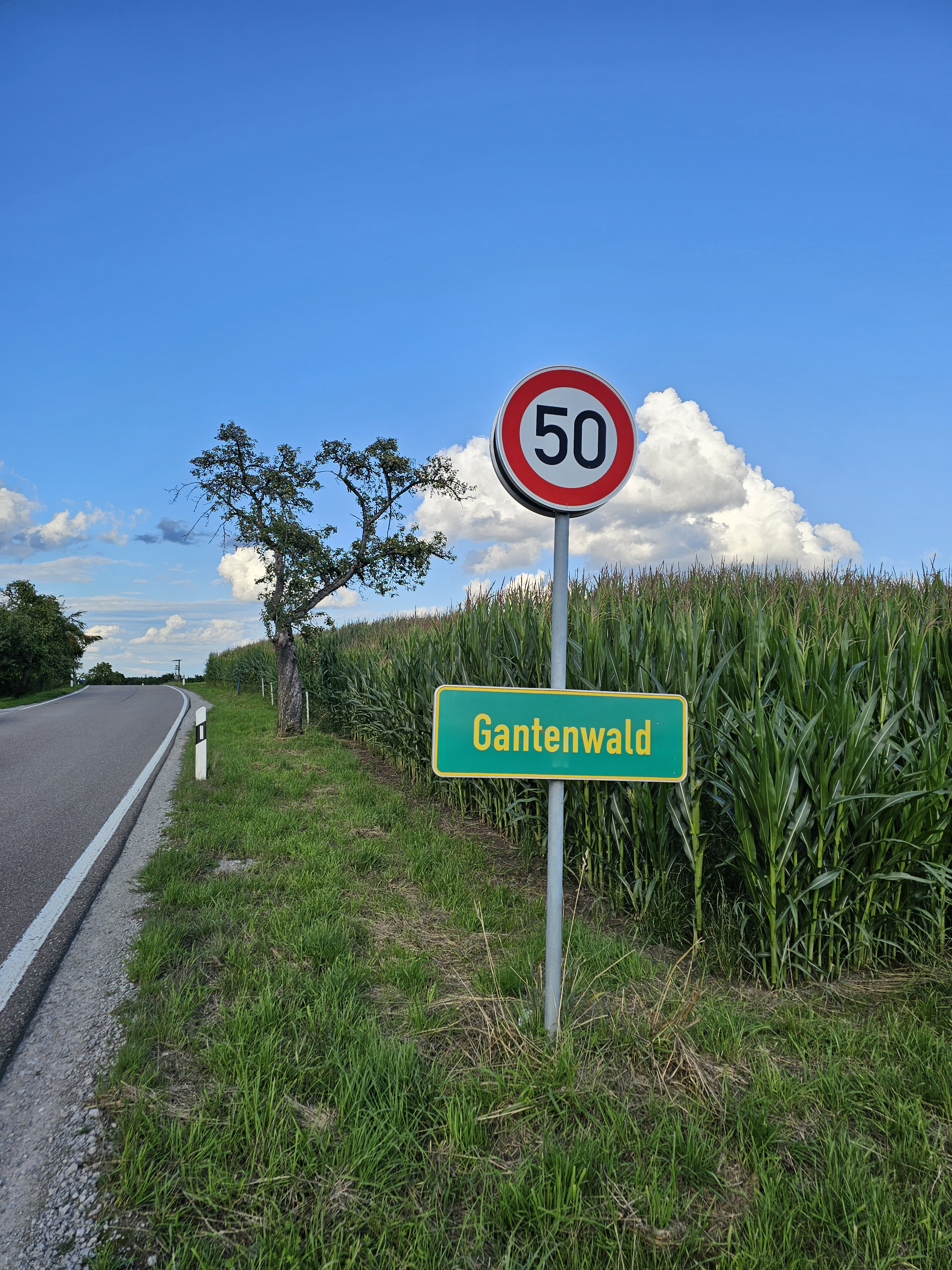
Ortstafel des Weilers Gantenwald

Ab dem Juni 1944 bis zum Kriegsende wurden schwangere Zwangsarbeiterinnen aus der Umgebung zur Niederkunft nach Gantenwald gebracht und mussten ihre Kinder in Gantenwald unter unvorstellbaren Bedingungen zur Welt bringen. Es waren Zwangsarbeiterinnen aus der Sowjetunion, der Ukraine und Polen. Wenige Tage nach der Geburt wurden sie wieder an ihre Arbeitsstellen zurückgebracht. Die Säuglinge mussten zurückbleiben. In den Unterbringungen wurden sie zumeist sich selber überlassen und vegetierten unter unvorstellbaren hygienischen Bedingungen vor sich hin. Sie erhielten kaum Nahrung und medizinische Versorgung. In der Zeit von Juni 1944 bis April 1945 wurden dort 79 Kinder geboren und mindestens 24 starben. Die ersten fünf Leichen sind noch auf dem Friedhof Bühlerzell bestattet worden. 19 später gestorbene Säuglinge und die russische Mutter Eugenia Rossamacha, nur 19 Jahre alt, wurden im Kinderfriedhof ⊙ am Waldrand wenig östlich von Gantenwald beerdigt.

## Nach 1945

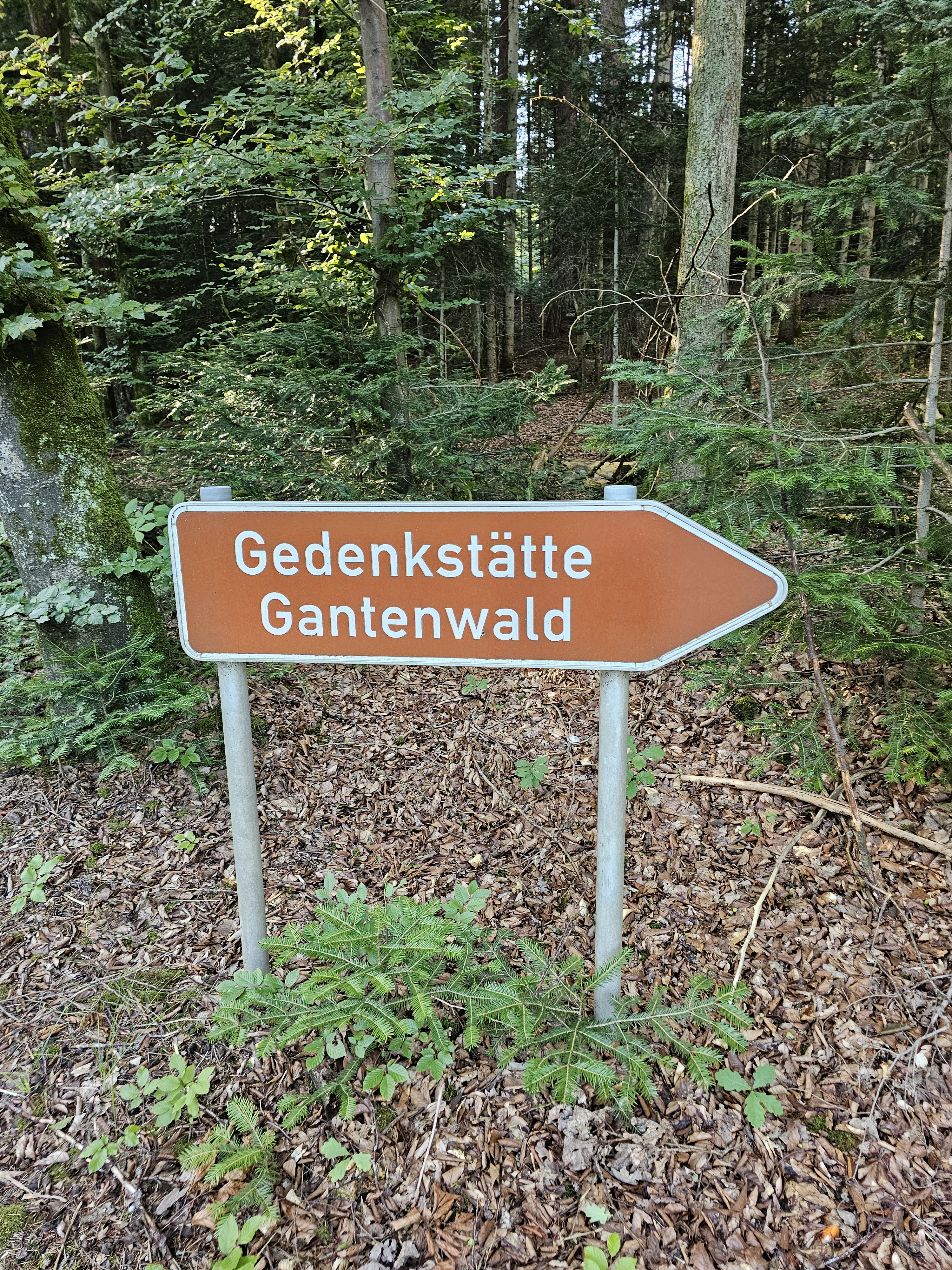
Wegweiser zur Gedenkstätte Gantenwald

Anfang der 1980er Jahre befand sich der Kinderfriedhof im Wald in einem verwahrlosten Zustand. Die sogenannten Pflegestätten rückten in dieser Zeit ins Blickfeld der Öffentlichkeit. Der Kinderfriedhof wurde neugestaltet und zunächst nur mit einem Kreuz mit der Inschrift „Ruhet in Frieden“ gekennzeichnet. Zuvor hatte die VVN einen Gedenkstein errichtet, der nach einer Woche abgebaut und im örtlichen Feuerwehrmagazin versteckt wurde. Damals hatte ein zweiter Bürgermeister der Gemeinde Bühlerzell mit Aussagen über die ermordeten Säuglinge für Aufsehen gesorgt, als er sie als „Zufallsprodukte sexueller Freuden“ bezeichnete und in ihrem „Tod kein Nazi-Verbrechen“ sah. Dadurch kam der Ort in Verruf. 1986 wurde ein Gedenkstein des Bildhauers Hermann Koziol mit einer Mutterfigur aus Bronze errichtet, die ihr Kind anklagend vor sich hält. Auf dem Gedenkstein ist eine Tafel mit einem Text von Luise Rinser angebracht: 

„Hier liegt seit 1945 eine russische Mutter neben kleinen Kindern, von Zwangsarbeiterinnen geboren und elend umgekommen. Wir gedenken in Scham und Trauer ihrer und aller Frauen und Kinder, geopfert im NS-Staat in einem sinnlosen Krieg.“

Der Kinderfriedhof ist seit 1988 eine Gedenkstätte und wird von der Gemeinde Bühlerzell gepflegt.